# Julius Kaspar (Politiker)
Julius Kaspar (* 7. April 1888 in Wien; † 9. Mai 1945 bei St. Veit, Graz) war ein österreichischer nationalsozialistischer Politiker und Rechtsanwalt. 
Er war der Sohn eines Musikdirektors in Graz und promovierte an der Universität Wien in Rechtswissenschaften. Nach dem Ersten Weltkrieg, den er in der Militärjustiz verbrachte, arbeitete Kaspar als Rechtsanwalt in Graz und war Gemeinderat in Leoben.
Nach dem „Anschluss“ Österreichs an das Deutsche Reich wurde er am 12. März 1938 zuerst kommissarischer Leiter der Stadtregierung, 1939 schließlich Oberbürgermeister der Stadt Graz und blieb es bis Kriegsende. Er erreichte in der SS 1941 den Rang eines SS-Standartenführers (SS-Nummer 293.072), beantragte am 27. Mai 1938 die Aufnahme in die NSDAP und wurde rückwirkend zum 1. Mai desselben Jahres aufgenommen (Mitgliedsnummer 6.324.745). 1940 erklärte er Graz zu einer „judenfreien“ Stadt. Gegen Kriegsende widersetzte er sich den Befehlen des Gauleiters Siegfried Uiberreither, wie etwa der Anordnung, die Grazer Hauptbrücke zu sprengen. Während seiner Flucht aus Graz wurde er von unbekannten Tätern nahe St. Veit erschossen.